# Język papasena
Język papasena – język papuaski używany w prowincji Papua w Indonezji, w rejonie rzeki Idenburg. Według danych szacunkowych z 1982 r. (SIL International) posługiwało się nim wówczas 400 osób.
Należy do rodziny języków Równiny Jezior. Analiza leksykalna wykazała, że podobieństwo słownikowe między papasena a spokrewnionym sikaritai wynosi 23%.
Uchodzi za zagrożony wymarciem.